# ميخائيل سكوت مور
ميخائيل سكوت مور (بالإنجليزية: Michael Scott Moore)‏ هو صحفي أمريكي، ولد في 1969 في لوس أنجلوس في الولايات المتحدة.